# Лебяженский сельсовет (Красноярский край)
Лебяженский сельсовет - сельское поселение в Краснотуранском районе Красноярского края.
Административный центр - село Лебяжье.

## Население
| 2010 | 2012  | 2013  | 2014  | 2015  | 2016  | 2017  |
| ---- | ----- | ----- | ----- | ----- | ----- | ----- |
| 1311 | ↘1292 | ↘1288 | ↘1243 | ↘1231 | ↘1191 | ↗1203 |

## Состав сельского поселения
В состав сельского поселения входит один населённый пункт — село Лебяжье.

## Местное самоуправление
Лебяженский сельский Совет депутатов
Дата избрания: 02.03.2014. Срок полномочий: 5 лет. Количество депутатов:  10